# Cricot
Cricot, Teatr Artystów Cricot – polski teatr awangardowy, który działał w Krakowie (w latach: 1933–1938) oraz w Warszawie (1938–1939).

## Historia
Teatr założony został przez grupę młodych plastyków i awangardowych pisarzy z Józefem Jaremą na czele. Współtworzyli go m.in.: Maria Jarema, Zbigniew Pronaszko, Henryk Gotlib. Na początku działał w siedzibie Związku Plastyków w Domu pod Krzyżem. W 1935 roku przeniósł się do kawiarni w Domu Plastyków przy ulicy Łobzowskiej 3.
Inscenizacje Teatru Cricot charakteryzowały się odejściem od klasycznej sceny pudełkowej, zniesieniem bariery między aktorami a widownią. Pojawiały się elementy improwizacji. Wczesne spektakle nawiązywały do tradycji kabaretu artystycznego, późniejsze można zaliczyć do nurtu teatru plastycznego, uznającego stronę wizualną przestawienia (dekoracje, kostiumy, operowanie światłem itp.) za środki wyrazu równie ważne jak słowo.

## Wybrane inscenizacje
- Śmierć Fauna[2] (Tytus Czyżewski, 1933)
- Mątwa (Stanisław Ignacy Witkiewicz, 1933)
- Mistrz Pathelin[3] (tłum. Adama Polewki, 1937)
- Wyzwolenie[4][5] (Stanisław Wyspiański, 1938)[1]